# Premio de Literatura del Consejo Nórdico
El Gran Premio del Consejo Nórdico de Literatura es un premio literario fundado en 1961 por el Consejo Nórdico. Otorgado anualmente desde 1962, que honra a una obra de ficción escrita en uno de los idiomas nórdicos.
En cada uno de los cinco Estados miembros del Consejo (Dinamarca, Finlandia, Islandia, Noruega y Suecia), un jurado nombra dos obras. Podrán ser nombrados en las obras de adición en Groenlandia, en las Islas Feroe y Laponia. 
El ganador es elegido por un panel de diez miembros (dos por país) nombrados por cuatro años por el Consejo Nórdico de Ministros, que puede ser añadido por cooptación de los representantes de Groenlandia, Islas Feroe y Laponia, si una obra en su lengua ha sido galardonada.
El premio se entrega a principios de este año y regresó en el otoño. Consta de  350.000 coronas danesas (aproximadamente 47.000 euros).

## Ganadores
| Año  | Ganador                           | Obra                                          | País / territorio    | Idioma       |
| ---- | --------------------------------- | --------------------------------------------- | -------------------- | ------------ |
| 2024 | Niels Fredrik Dahl                | Fars rygg                                     | Noruega              | noruego      |
| 2023 | Joanna Rubin Dranger              | Ihågkom oss till liv                          | Suecia               | sueco        |
| 2022 | Solvej Balle                      | Om udregning af rumfang I, II og III          | Dinamarca            | danés        |
| 2021 | Niviaq Korneliussen               | Naasuliardarpi                                | Groenlandia          | groenlandés  |
| 2020 | Monika Fagerholm                  | Vem dödade bambi?                             | Finlandia            | sueco        |
| 2019 | Jonas Eika                        | Efter solen                                   | Dinamarca            | danés        |
| 2018 | Auður Ava Ólafsdóttir             | Ör                                            | Islandia             | islandés     |
| 2017 | Kirsten Thorup                    | Erindring om kærligheden                      | Dinamarca            | danés        |
| 2016 | Katarina Frostenson               | Sånger och formler                            | Suecia               | sueco        |
| 2015 | Jon Fosse                         | Andvake, Olavs draumar, Kveldsvævd            | Noruega              | noruego      |
| 2014 | Kjell Westö                       | Hägring 38                                    | Finlandia            | sueco        |
| 2013 | Kim Leine                         | Profeterne fra evighedsfjorden                | Dinamarca            | danés        |
| 2012 | Merethe Lindstrøm                 | Dager i stillhetens historie                  | Noruega              | noruego      |
| 2011 | Gyrðir Elíasson                   | Milli trjánna                                 | Islandia             | islandés     |
| 2010 | Sofi Oksanen                      | Purga (Puhdistus)                             | Finlandia            | finés        |
| 2009 | Per Petterson                     | Yo maldigo el río del tiempo                  | Noruega              | noruego      |
| 2008 | Naja Marie Aidt                   | Bavian                                        | Dinamarca            | danés        |
| 2007 | Sara Stridsberg                   | Drömfakulteten                                | Suecia               | sueco        |
| 2006 | Göran Sonnevi                     | Oceanen                                       | Suecia               | sueco        |
| 2005 | Sjón                              | El menor de los mundos (Skugga-Baldur)        | Islandia             | islandés     |
| 2004 | Kari Hotakainen                   | Caminos de trinchera (Juoksuhaudantie)        | Finlandia            | finés        |
| 2003 | Eva Ström                         | Revbensstäderna                               | Suecia               | sueco        |
| 2002 | Lars Saabye Christensen           | El hermanastro (Halvbroren)                   | Noruega              | noruego      |
| 2001 | Jan Kjærstad                      | Oppdageren                                    | Noruega              | noruego      |
| 2000 | Henrik Nordbrandt                 | Puentes de sueños (Drømmebroer)               | Dinamarca            | danés        |
| 1999 | Pia Tafdrup                       | Dronningeporten                               | Dinamarca            | danés        |
| 1998 | Tua Forsström                     | Efter att ha tillbringat en natt bland hästar | Finlandia            | sueco        |
| 1997 | Dorrit Willumsen                  | Bang. En roman om Herman Bang                 | Dinamarca            | danés        |
| 1996 | Øystein Lønn                      | Hva skal vi gjøre i dag og andre noveller     | Noruega              | noruego      |
| 1995 | Einar Már Guðmundsson             | Ángeles del universo (Englar alheimsins)      | Islandia             | islandés     |
| 1994 | Kerstin Ekman                     | Ocurrió a orillas del río                     | Suecia               | sueco        |
| 1993 | Peer Hultberg                     | Byen og Verden                                | Dinamarca            | danés        |
| 1992 | Fríða Á. Sigurðardóttir           | Meðan nóttin liður                            | Islandia             | islandés     |
| 1991 | Nils-Aslak Valkeapää              | Beaivi, áhcázan                               | Laponia              | idioma lapón |
| 1990 | Tomas Tranströmer                 | För levande och döda                          | Suecia               | sueco        |
| 1989 | Dag Solstad                       | Roman 1987                                    | Noruega              | noruego      |
| 1988 | Thor Vilhjálmsson                 | Grámosinn Glóir                               | Islandia             | islandés     |
| 1987 | Herbjørg Wassmo                   | Hudløs himmel                                 | Noruega              | noruego      |
| 1986 | Rói Patursson                     | Likasum                                       | Islas Feroe          | feroés       |
| 1985 | Antti Tuuri                       | Pohjanmaa                                     | Finlandia            | finés        |
| 1984 | Göran Tunström                    | Juloratoriet                                  | Suecia               | sueco        |
| 1983 | Peter Seeberg                     | Om fjorten dage                               | Dinamarca            | danés        |
| 1982 | Sven Delblanc                     | Samuels bok                                   | Suecia               | sueco        |
| 1981 | Snorri Hjartarson                 | Hauströkkrið yfir mér                         | Islandia             | islandés     |
| 1980 | Sara Lidman                       | Vredens barn                                  | Suecia               | sueco        |
| 1979 | Ivar Lo-Johansson                 | Pubertet                                      | Suecia               | sueco        |
| 1978 | Kjartan Fløgstad                  | Dalen Portland                                | Noruega              | noruego      |
| 1977 | Bo Carpelan                       | I de mörka rummen, i de ljusa                 | Finlandia            | sueco        |
| 1976 | Ólafur Jóhann Sigurðsson          | Að laufferjum og Að brunnum                   | Islandia             | islandés     |
| 1975 | Hannu Salama                      | Siinä näkijä missä tekijä                     | Finlandia            | finés        |
| 1974 | Villy Sørensen                    | Uden mål - og med                             | Dinamarca            | danés        |
| 1973 | Veijo Meri                        | Kersantin poika                               | Finlandia            | finés        |
| 1972 | Karl Vennberg                     | Sju ord på tunnelbanan                        | Suecia               | sueco        |
| 1971 | Thorkild Hansen                   | Slavernes øer                                 | Dinamarca            | danés        |
| 1970 | Klaus Rifbjerg                    | Anna, jeg, Anna                               | Dinamarca            | danés        |
| 1969 | Per Olov Enquist                  | Legionärerna                                  | Suecia               | sueco        |
| 1968 | Per Olof Sundman                  | Ingenjör Andrées luftfärd                     | Suecia               | sueco        |
| 1967 | Johan Borgen                      | Nye noveller                                  | Noruega              | noruego      |
| 1966 | Gunnar Ekelöf                     | Diwán över Fursten av Emgión                  | Suecia               | sueco        |
| 1965 | William Heinesen Olof Lagercrantz | Det gode Håb Från Helvetet till Paradiset     | Islas Feroe · Suecia | feroés sueco |
| 1964 | Tarjei Vesaas                     | El palacio de hielo (Is-slottet)              | Noruega              | noruego      |
| 1963 | Väinö Linna                       | Täällä Pohjantähden alla 3                    | Finlandia            | finés        |
| 1962 | Eyvind Johnson                    | Hans nådes tid                                | Suecia               | sueco        |

## Fuente
- Sitio del Premio de Literatura del Consejo Nórdico.

- Datos: Q182419
- Multimedia: Nordic Council Literature Prize / Q182419